# Frederic Berthold
Frederic Berthold (3 giugno 1991) è un ex sciatore alpino e sciatore freestyle austriaco.

## Biografia

### Stagioni 2007-2017

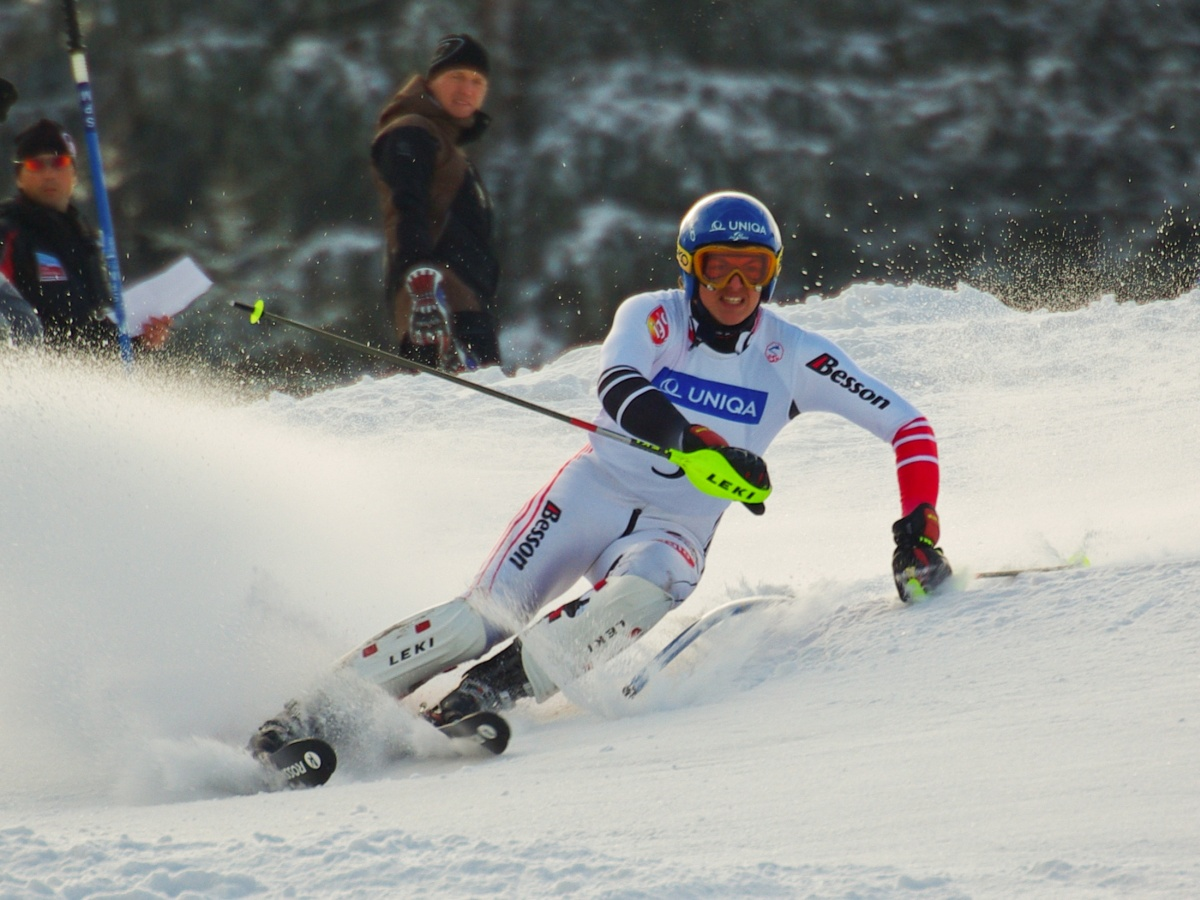
Frederic Berthold in gara ai Campionati austriaci juniores del 2008

Originario di Gargellen di Sankt Gallenkirch e figlio dello sciatore e allenatore Mathias, Berthold ha iniziato la sua carriera nello sci alpino: specialista delle prove veloci attivo in gare FIS dal dicembre del 2006, ha esordito in Coppa Europa il 17 febbraio 2008 nello slalom speciale di Garmisch-Partenkirchen, senza concluderlo. Nel 2010 è stato convocato per i Mondiali juniores del Monte Bianco, riuscendo a conquistare la medaglia d'argento nella discesa libera. L'anno seguente nell'edizione di Crans-Montana dei Mondiali juniores ha ottenuto altre due medaglie d'argento, nella discesa libera e nel supergigante, entrambe le volte alle spalle dello sloveno Boštjan Kline.
Il 26 febbraio 2011 ha debuttato in Coppa del Mondo, a Bansko, piazzandosi 30º in supercombinata, mentre l'8 e il 9 febbraio 2012 ha colto a Sarentino il suo primo podio (2º in discesa libera) e la sua prima vittoria (in supercombinata) in Coppa Europa; ancora a Sarentino ha conquistato la sua ultima vittoria in Coppa Europa, il 2 febbraio 2016 in discesa libera, mentre il 13 gennaio 2017 ha colto il suo unico podio in Coppa del Mondo, classificandosi 3º nella combinata del Trofeo del Lauberhorn di Wengen.

### Stagioni 2018-2022
Il 27 gennaio 2018 ha disputato la sua ultima gara in Coppa del Mondo, la discesa libera di Garmisch-Partenkirchen che ha chiuso al 38º posto, e il 21 febbraio successivo ha ottenuto il suo ultimo podio in Coppa Europa, a Sarentino in combinata (3º). Si è ritirato dallo sci alpino al termine di quella stessa stagione 2017-2018 e la sua ultima gara è stata il supergigante dei Campionati svizzeri 2018, disputato a Davos il 6 aprile e non completato da Berthold.
Dalla stagione 2018-2019 ha gareggiato nel freestyle, specialità ski cross: ha esordito in Coppa Europa il 25 novembre a Pitztal (8º) e in Coppa del Mondo il 14 dicembre 2019 a Montafon (27º); in Coppa Europa ha conquistato due vittorie, il 18 dicembre 2019 a Val Thorens e il 20 febbraio 2020 a Reiteralm, e ha ottenuto l'ultimo podio il 6 febbraio 2021 a Crans-Montana (3º). L'11 dicembre 2021 ha ottenuto a Val Thorens il miglior piazzamento in Coppa del Mondo (9º) e si è ritirato al termine di quella stessa stagione 2021-2022: la sua ultima gara è stata quella di Coppa del Mondo disputata a Veysonnaz il 19 marzo (17º). Non ha preso parte né a rassegne olimpiche né iridate.

## Palmarès

### Sci alpino

#### Mondiali juniores
- 3 medaglie:
  - 3 argenti (discesa libera a Monte Bianco 2010; discesa libera, supergigante a Crans-Montana 2011)

#### Coppa del Mondo
- Miglior piazzamento in classifica generale: 84º nel 2017
- 1 podio:
  - 1 terzo posto

#### Coppa Europa
- Miglior piazzamento in classifica generale: 10º nel 2012 e nel 2016
- 11 podi:
  - 3 vittorie
  - 5 secondi posti
  - 3 terzi posti

##### Coppa Europa - vittorie
| Data            | Località  | Paese  | Specialità |
| --------------- | --------- | ------ | ---------- |
| 9 febbraio 2012 | Sarentino | Italia | SC         |
| 30 gennaio 2013 | Sarentino | Italia | DH         |
| 2 febbraio 2016 | Sarentino | Italia | DH         |

Legenda:

DH = discesa libera

SC = supercombinata

#### Campionati austriaci
- 2 medaglie[3]:
  - 2 ori (discesa libera, supercombinata nel 2014)

#### Campionati austriaci juniores
- 9 medaglie[3]:
  - 3 ori (slalom speciale nel 2007; supergigante, slalom speciale nel 2008)
  - 5 argenti (combinata nel 2007; slalom gigante nel 2008; slalom speciale nel 2009; discesa libera nel 2010; supercombinata nel 2011)
  - 1 bronzo (supergigante nel 2007)

### Freestyle

#### Coppa del Mondo
- Miglior piazzamento in classifica generale: 275º nel 2020
- Miglior piazzamento nella classifica di ski cross: 39º nel 2022

#### Coppa Europa
- Miglior piazzamento nella classifica di ski cross: 2º nel 2020
- 4 podi:
  - 2 vittorie
  - 2 terzi posti

##### Coppa Europa - vittorie
| Data             | Località    | Paese   | Specialità |
| ---------------- | ----------- | ------- | ---------- |
| 18 dicembre 2019 | Val Thorens | Francia | SX         |
| 20 febbraio 2020 | Reiteralm   | Austria | SX         |

Legenda:

SX = ski cross